# Univerzita v Melbourne
Univerzita v Melbourne (anglicky: University of Melbourne) je veřejná výzkumná univerzita sídlící v australském městě Melbourne. Byla založena v roce 1853, a je tak druhou nejstarší univerzitou v Austrálii. Hlavní kampus se nachází v Parkville, na předměstí ležícím severně od centrální obchodní čtvrti. Několik dalších kampusů je rozeseto po celém státě Victoria. Univerzita se skládá z deseti samostatných akademických jednotek a je spojena s mnoha instituty a výzkumnými centry, včetně Institutu lékařského výzkumu Waltera a Elizy Hallových, Floreyho institutu neurověd a duševního zdraví, Melbourneského institutu aplikovaného ekonomického a sociálního výzkumu či Grattanova institutu. Univerzita je členem Group of Eight, sdružení osmi australských univerzit nejvíce soustředěných na vědecký výzkum. Devět nositelů Nobelovy ceny učilo, studovalo a zkoumalo na univerzitě v Melbourne, což je nejvíce ze všech australských univerzit. Podle QS World University Rankings 2025 jde o 13. nejkvalitnější vysokou školu na světě a nejkvalitnější v Austrálii.